# Museu Galo-Romano
O Museu Galo-Romano (em holandês: Gallo-Romeins Museum, em francês: Musée Gallo-romain e em alemão: Gallo-Römisches Museum) é um museu arqueológico em Tongeren, na Bélgica. É dedicado aos tempos pré-históricos e idade romana da região do Sudoeste de Flandres. O museu foi criado em 1954 e recebeu seu edifício atual em 1994. Em 2011 o museu foi agraciado com o Prémio Museu Europeu do Ano.

## História
O Museu Provincial Galo-Romano de Tongeren foi inaugurado em 1954. Em 1854, o prédio abrigava uma coleção de artefatos arqueológicos recolhidos por Koninklijk Geschied na Oudheidkundig Genootschap van Tongeren (Associação Real de História e Antiguidades de Tongeren) .
Em 1937, o Museu Provincial foi aberto no beguinário de Hasselt e apresentou as partes mais importantes de uma coleção existente desde 1854. O conjunto veio para Tongeren em 1954, quando o edifício do museu estava pronto. Inaugurado em 1954, o museu é enriquecido por doações e objetos descobertos durante escavações realizadas conjuntamente pelo museu e pelo Serviço Nacional Belga para as escavações. 20.000 visitantes frequentam anualmente o museu.
A Deputação Permanente aprovou a construção de um novo edifício, e em 1994 o novo museu projetado pelo arquiteto Alfredo De Gregorio foi inaugurado. A nova apresentação do museu levou um número crescente de visitantes. Em 2006, um segundo projeto de construção foi iniciada, a fim de expandir ainda mais o museu.

## Prêmios
Em 2011, o Museu Galo-Romano recebeu o Prêmio Museu Europeu do Ano, se tornando o primeiro museu da Bélgica a alcançar este prêmio. 
Em 2014, o museu recebeu o Museum Prize, no valor de 5000 euros. O júri elogiou a maneira como "o Museu Galo-Romano tem sido fiel à disciplina da arqueologia em todas as suas formas por muitos anos". Além disso, de acordo com o júri, "o museu sabe como hospedar exposições que atingem muitos públicos e estabelece uma ampla pedagogia com atenção a diferentes grupos-alvo".
Em 2016, o museu ganhou o Prêmio Romulus, agraciado "pelos enormes esforços que o museu oferece para traçar Roma, Romanos e tempos antigos em nosso país".